# Masoud Boroumand
Amir Masoud Boroumand, né le 12 novembre 1928 à Téhéran et mort le 8 mars 2011, est un joueur de football, entraîneur et dirigeant iranien.

## Carrière
En 1945, Boroumand commence sa carrière de footballeur au Shahbaz FC, une équipe affiliée au Shahin FC. L'année suivante, il intègre l'équipe réserve du Shahin, puis l'équipe première l'année suivante dont il devient vite titulaire. Avec le club il remporte le championnat de Téhéran (il n'y alors pas de championnat national) en 1951 et la Coupe Hazfi de Téhéran (ancêtre de la Coupe d'Iran, créée en 1975), en 1948, 1949 et 1950. 
Il fait ses débuts et marque son premier but en équipe nationale le 26 octobre 1947, à 16 ans, contre la Turquie. Il est de la sélection aux Jeux asiatiques de 1951, dont les Iraniens sont finalistes. Promu capitaine dans les années 1950, il dispute également les Jeux asiatiques de 1958 au Japon. Il compte 13 sélections officielles et 10 buts avec l'Iran entre 1947 à 1960.
En 1958, Boroumand quitte l'Iran pour mener ses études, à l'Université de Washington aux États-Unis. Il y poursuit la pratique du football et remporte avec l'équipe de l'université (les Bears de Washington University (en) ou les Cougars de Washington State) le championnat universitaire de la conférence Est (Eastern USA Soccer League et Eastern USA Soccer Cup). 
Peu après (vers 1959 ou 1960), il intègre l'Université américaine de Beyrouth au Liban, pour achever son doctorat. Il est alors invité à jouer avec l'équipe nationale du Liban, ce qu'il fait jusqu'en 1963-1964. Certaines sources indiquent qu'il est promu capitaine, notamment lors d'un match face à la Yougoslavie, mais la tenue de ce match n'est pas avérée.
En 1962-1963, il semble avoir rejoué au Shahin FC, puis être devenu directeur sportif du club après sa retraite sportive. En 1967, le club est dissout par les autorités. Boroumand, l'entraîneur Parviz Dehdari (en) et de nombreux joueurs rejoignent Persepolis FC.
Le Shahin FC retrouve son existence en 1973 et son nom après la révolution iranienne de 1979. Boroumand fait partie de la direction du club de 1984 à sa mort en 2011.